# Tuna-Hästberg
För andra betydelser av Hästberg, se Hästberg. För andra betydelser av Tuna, se Tuna. Se även Grangärde Hästberg.
Tuna-Hästberg är en småort, i Borlänge och Ludvika kommuner i Dalarnas län, belägen i Stora Tuna och Grangärde socknar cirka 25 km söder om Borlänge och 25 km norr om Ludvika. Orten, ett tidigare gruvsamhälle, delas av kommungränsen mellan Ludvika och Borlänge.
Byns ursprung kan med säkerhet spåras tillbaka till första hälften av 1600-talet, då en förmögen finländare från Karelen slog sig ned i trakten. Denne man, som i domboken går under beteckningen "Ryke Hindrik Jacobsson i Hessebergeth", är idag anfader till många som räknar sitt ursprung tillbaka till Hästberg.
Orten har präglats under lång tid av gruvverksamhet. De tidigaste säkra dateringarna om att gruvdrift förekommit i området är från 1400-talet. Malmen i Tuna-Hästbergs gruvor hade en hög manganhalt, som var viktig för bland annat vapentillverkning. Det fick till följd att gruvan och orten hade sin blomstringstid under 1940-talet. Verksamheten lades ner 1968, då anläggningarna vid Karl Rutbergs schakt stängdes.

## Befolkningsutveckling
| Befolkningsutvecklingen i Tuna-Hästberg 1950–2015 | Befolkningsutvecklingen i Tuna-Hästberg 1950–2015 | Befolkningsutvecklingen i Tuna-Hästberg 1950–2015 | Befolkningsutvecklingen i Tuna-Hästberg 1950–2015 | Befolkningsutvecklingen i Tuna-Hästberg 1950–2015 |
| ------------------------------------------------- | ------------------------------------------------- | ------------------------------------------------- | ------------------------------------------------- | ------------------------------------------------- |
|                                                   |                                                   |                                                   |                                                   |                                                   |
| År                                                |                                                   |                                                   | Folkmängd                                         | Areal (ha)                                        |
| 1950                                              | 1950                                              |                                                   | 287                                               |                                                   |
| 1960                                              | 1960                                              |                                                   | 252                                               |                                                   |
| 1965                                              | 1965                                              |                                                   | 216                                               |                                                   |
| 1970                                              | 1970                                              |                                                   | 201                                               |                                                   |
| 1990                                              | 1990                                              |                                                   | 189                                               | 72#                                               |
| 1995                                              | 1995                                              |                                                   | 195                                               | 85#                                               |
| 2000                                              | 2000                                              |                                                   | 165                                               | 85#                                               |
| 2005                                              | 2005                                              |                                                   | 133                                               | 85#                                               |
| 2010                                              | 2010                                              |                                                   | 134                                               | 81#                                               |
| 2015                                              | 2015                                              |                                                   | 103                                               | 55#                                               |
| Anm.: Upphörde som tätort 1975. # Som småort.     |                                                   |                                                   |                                                   |                                                   |